# 布里苏福尔日
布里苏福尔日（法語：Briis-sous-Forges，法語發音：[bʁi su fɔʁʒ] ⓘ，意为“福尔日下方的布里”）是法国法兰西岛大区埃松省的一个市镇，属于帕莱索区。

## 地理
布里苏福尔日（48°37'28"N, 2°7'26"E）面积10.86 平方千米，位于法国法蘭西島大區埃松省，该省份为法国北部内陆省份，北起上塞纳省和马恩河谷省，西接厄尔-卢瓦省和伊夫林省，南至卢瓦雷省，东临塞纳-马恩省。
与布里苏福尔日接壤的市镇（或旧市镇、城区）包括：戈梅斯城、库尔松-蒙特卢、丰特奈莱布里、福尔日莱班、让夫里、利穆尔、沃格里尼厄斯。

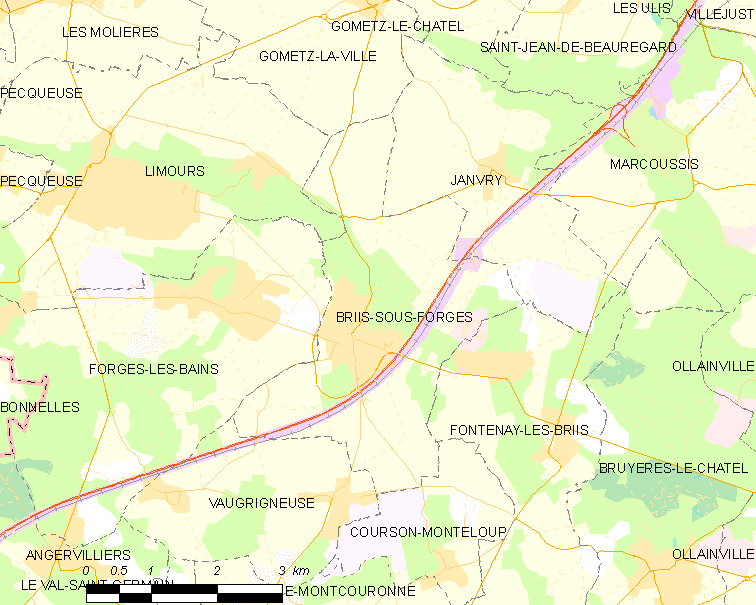
布里苏福尔日的OSM定位图

布里苏福尔日的时区为UTC+01:00、UTC+02:00（夏令时）。

## 行政
布里苏福尔日的邮政编码为91640，INSEE市镇编码为91111。

## 政治
布里苏福尔日所属的省级选区为杜尔当县。

## 人口

1962-2008年间布里苏福尔日人口变化图示

布里苏福尔日于2022年1月1日时的人口数量为3375人。